# Pietro Tradonico
Pietro Tradonico (Póla, 808 – Velence, 864 szeptember 13. )  836-ban tizenharmadikként állhatott Velence élére a dózse tisztséget betöltve. Uralkodása a Participazio család örökletes uralmának vetett véget, és a velenceiek igazán sokat vártak az újra általuk választott dózsétól. Azt várták, hogy Pietro a kereskedőváros érdekeit nézve nem saját dinasztia megalapítására fogja fordítani figyelmét.

## Származása
Pietro isztriai családból származott, és a korabeli krónikák szerint – a korban nem kirívó módon – se írni, se olvasni nem tudott. Éppen ezért az általa kiadott rendeleteket, vagy más uralkodóknak küldött leveleket az úgynevezett signum manummal, azaz kezének lenyomatával látott el.

## Uralkodása
Pietro trónra lépése után azonnal nekilátott a velencei kereskedőflotta sikereinek biztosításához. A 9. század közepén a velenceiek kiterjedt kereskedelmi hálózatot tartottak fenn; a Földközi-tenger keleti medencéjében, a gazdag keleti városokban egyre több kereskedőtelep jelent meg. Ezek elérése azonban egyre nehezebbé vált, hiszen az Adria medencéjében több veszély is leselkedett a kiváló velencei hajókra. A dózse legfőbb céljává a kereskedelmi utak biztonságának megteremtése vált.
Ebben az időben kezdett jelentős fenyegetéssé válni a dalmát partoknál megjelenő szláv, főként horvát kalózhorda. Pietro 837-ben szerződést kötött a Raguza vidékén élő horvát törzsek vezetőjével, de a béke nem bizonyult tartósnak. A kereskedők nyomására Pietro háború mellett határozta el magát, és 838-ban Quarnaro mellett a dózse vezette velencei hadi flotta megütközött a Miloszláv által vezetett szláv kalózhaddal. A velenceiek fényes diadala elhárította a szláv veszélyt, de hamarosan újabb zavaró tényező jelent meg Itália déli részén.
A szaracénok egyre nagyobb területeket hódítottak meg Európa csizmájának déli részén. 841-re a muszlim seregek elfoglalták Szicíliát, sőt Barit és Apulia területét is. A szaracénok ugyan tiszteletben tartották a velencei lobogót, de a vámtól nem voltak hajlandóak eltekinteni. Mivel az arab hajósok ereje messze meghaladta a velencei flotta erejét, Pietrónak kapóra jött, hogy a szaracénok lassan észak felé kezdtek terjeszkedni, és hamarosan Rómát is veszélyeztették. 849-ben IV. Leó pápa hatalmas falakat építtetett a város védelmére, amelynek elkészültét az arabok nem akartak megvárni, ezért szaracén flottát indítottak az örök város elfoglalására. A pápa elsősorban Nápolyra támaszkodhatott, de Pietrónak is alkalma nyílt bekapcsolódni a csatába. A 849-ben diadalra vitt ostiai csatában mindössze kevés velencei katona vett részt, hiszen a velencei flotta a félsziget túlsó oldalán volt.
Pietro azonban nem akart kimaradni a dicsőségből, és a sansegói csatában megütközött a szaracén flottával. Ezúttal azonban a túlerőben lévő muszlim had győzedelmeskedett. Ennek ellenére Pietro uralkodásának legfontosabb következménye az volt, hogy az önálló hadi vállalkozások hatására a két nagyhatalom hajlandóvá vált arra, hogy elismerje Velence függetlenségét.
850-ben I. Lothár itáliai király és Pietro dózse megkötötték a Lothár-paktumot, amelyben a frank uralom itáliai örököseként elismerte a velencei dózse önálló és független uralmát Velence városa és a környező lagúna területei felett. Ezen felül a paktumban megegyeztek arról, hogy a velenceiek az addigi kereskedelmi korlátozás alól is mentesülnek, és az egész nyugati birodalomban szabadon kereskedhetnek. Ezzel szemben III. Mihály bizánci császár nem volt ennyire szívélyes. Velence önállóságát ő sem vitatta, de azzal a politikai húzással, hogy a velencei dózsét a császár az ipato címmel is felruházta, Konstantinápoly befolyását akarta biztosítani.
Minden siker ellenére a velencei udvarban a dózse ellen összeesküvést szőttek, amelyben nagy szerepe volt a trónvesztett Participazio családnak. Először Pietro dinasztikus törekvéseinek szabtak gátat azzal, hogy gyermekét, Giovannit megmérgezték. De 864-ben a Szent Zakariás-templom felszentelő miséje után Pietrót a kijáratban várták ellenségei, és tőrrel leszúrták.